# Chascomús (Buenos Aires)
Chascomús é uma localidade do partido de Chascomús, da Província de Buenos Aires, na Argentina. Possui uma população estimada em 30.670 habitantes (INDEC 2001).